# Jean-Raymond de Comminges
Jean Raymond de Comminges ou Jean de Comminges, dit le cardinal de Comminges, né en Comminges et mort en 1348 à Avignon, est un prélat français  français du XIVe siècle, devenu cardinal. Il est membre de l'ordre des cisterciens. 

## Biographie
Jean Raymond de Comminges est l'un des fils puînés du comte Bernard VII de Comminges et de son épouse, Laure de Montfort, fille de Philippe II de Montfort, seigneur de Castres.
Destiné à une carrière ecclésiastique, comme beaucoup de cadets des familles nobles de l'époque, il devient chanoine au chapitre de Narbonne. En 1309, il est élu évêque de Maguelone, succédant à Pierre de Lévis de Mirepoix, et assiste au concile de Vienne en 1311-1312. Il est ensuite promu premier archevêque de Toulouse en 1317.  À Toulouse, il est le fondateur du couvent de Saint-Pantaléon des chanoinesses régulières de Saint Augustin.
Jean-Raymond de Comminges est créé cardinal par le pape Jean XXII lors du consistoire du 18 décembre 1327.
Le cardinal de Comminges participe au conclave de 1334, au cours duquel Benoît XII est élu (après que Comminges lui-même a refusé le pontificat) et au conclave de 1342, au cours duquel Clément VI est élu.